# جدعون هدسون
جدعون هدسون (8 نوفمبر 1944 في المملكة المتحدة - ) (بالإنجليزية: Gideon Hudson)‏ هو لاعب كريكت بريطاني. لعب مع Buckinghamshire County Cricket Club ‏ ونادي الكريكت في جامعة أكسفورد ‏.

## وصلات خارجية
- جدعون هدسون على موقع إي آس بي آن كريك إنفو (الإنجليزية)